# Camforada
La camforada (Camphorosma monspeliaca) és una espècie de planta amb flors pertanyent a la família amarantàcies. És la única espècie d'aquest petit gènere (que té entre 5 a 10 espècies al voltant del Mediterrani i l'estepa continental, cap a l'Iràn, Kazakhstan o Mongòlia) que viu als Països Catalans i a la península Ibèrica, en indrets certament miserables: erms, secarrals, ambients subdesèrtics i periurbans, sòls trepitjats lleugerament nitròfils, o bé amb certa salinitat o terrenys amb guixos. És més aviat rara a la plana de Lleida i en ambients periurbans del litoral català. al País Valencià ha estat citada del Racó d'Ademús i el Baix Segura.

## Descripció
La camforada és un arbust llenyós, prostat, molt ramificat, amb fulles linears i gruixudes de aproximadament 1 cm de llarg, agrupades entre elles i poc o molt pubescents. D'aquestes tiges reptants surten (en el moment de la floració) un segon tipus de tiges erectes, tenyides normalment de color vermell, més herbàcies i menys folioses que porten les inflorescències amb forma d'espiga i amb flors molt menudes i poc aparents al capdamunt que es pol·linitzen amb el vent (anemofília). El fruit és sec, en forma d'aqueni (amb una sola llavor en un fruit indehiscent).
Aquesta planta desprèn, si la freguem una mica, un suau aroma a càmfora.

## Taxonomia
Camphorosma monspeliaca va ser descrita inicialment per Carl von Linné i publicat a Species Plantarum el 1753.
Camphorosma: el nom genèric deriva de la combinació del nom llatí camphora; càmfora, i del nom grec ὀσμή (osmé); "olor"; fa referència a l'olor que desprenen algunes espècies d'aquest gènere.
monspeliaca: l'epítet específic esmenta la localizació  de l'holotip a Montpellier.

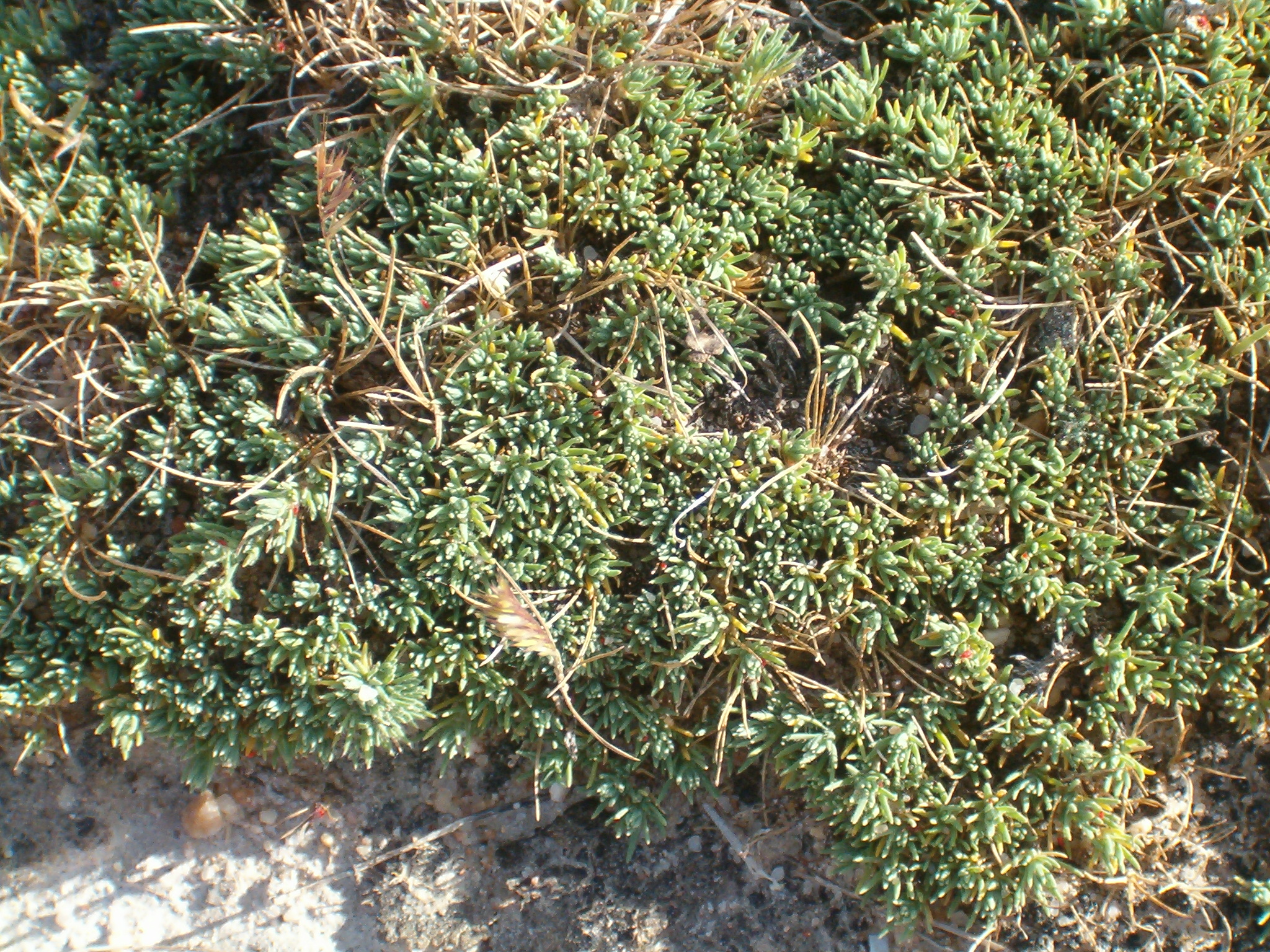
Aspecte vegetatiu de l'arbust (sense flors).
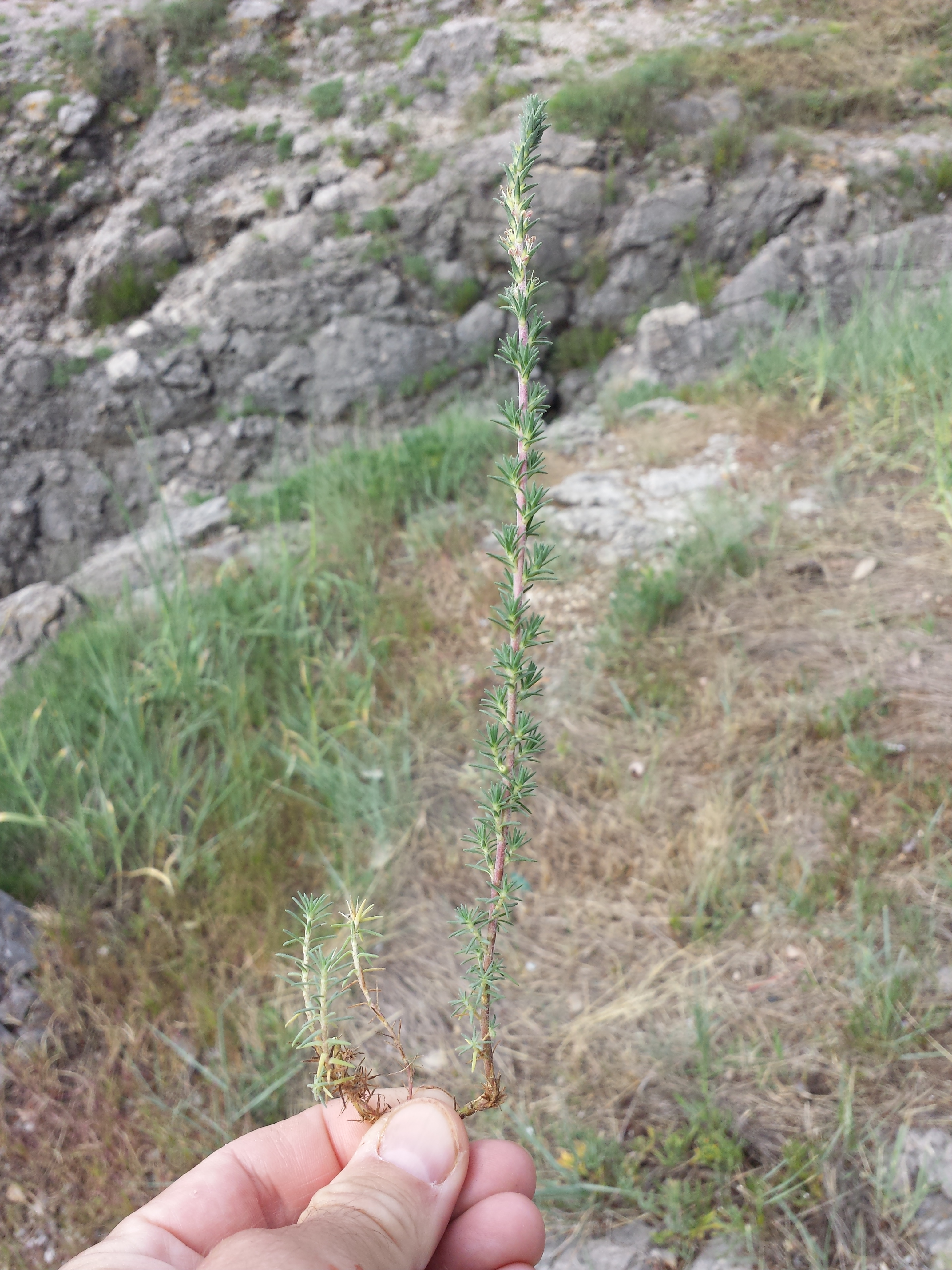
Tija florífera erecta i lleugerament vermellosa.
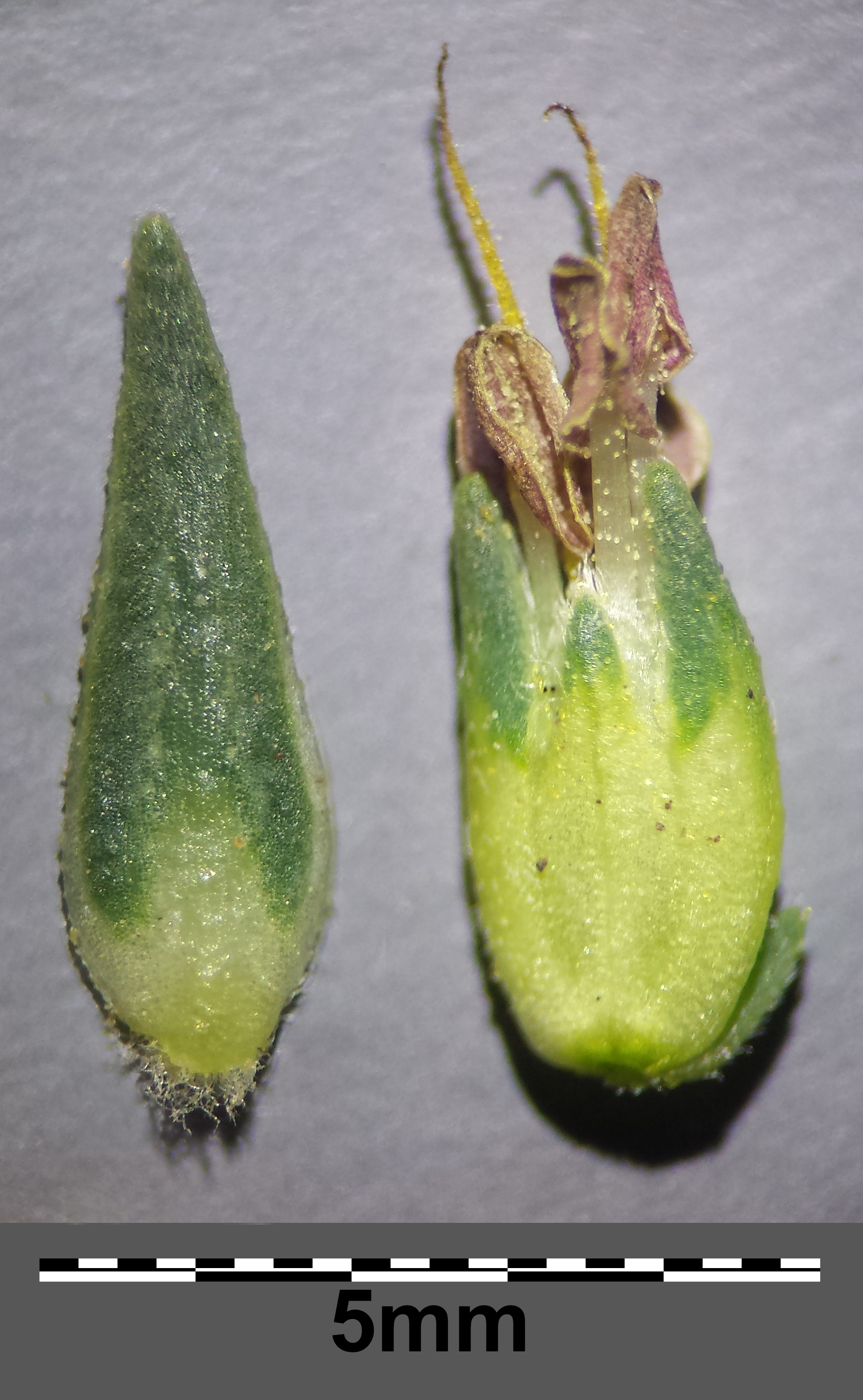
Detall d'una flor amb la bràctea que la conté a l'esquerra.
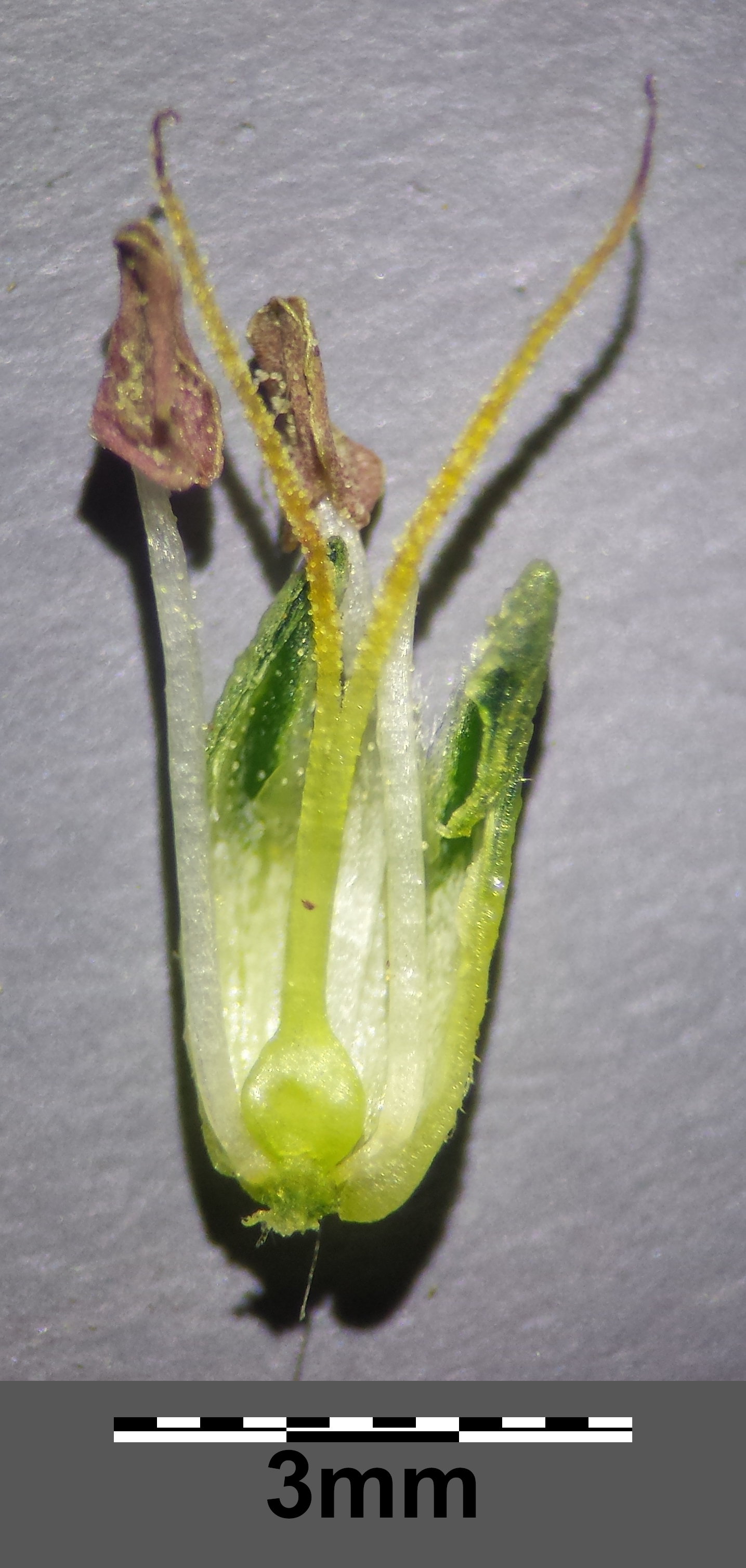
interior de la flor.